# نجلاء بشور
نجلاء بشور هي باحثة تربوية وكاتبة، متخصصة في أدب الأطفال والتربية. حصلت على شهادة البكالوريوس في التاريخ من الجامعة الأمريكية في بيروت، عام 1967، ودرجة الماجستير في التربية عام 1971 من الجامعة ذاتها، وحصلت على درجة الدكتوراه في العلوم التربوية من جامعة القديس يوسف في بيروت، عام 1994.
عملت نجلاء في تأسيس وإدارة مؤسسة تالا للوسائل التربوية عام 1985، وتولت منصب رئيس لجمعية الهدى للرعاية الاجتماعية، وعملت كأستاذ محاضر في دائرة التربية للجامعة الأمريكية في بيروت عام 1985، واختيرت عضواً في اللجنة العليا للطفولة في لبنان، وشغلت عضواً في الهيئة الاستشارية للمجلس النسائي اللبناني في تشرين الثاني 2022. كما كانت عضو في المجلس الوطني الفلسطيني.

## مؤلفاتها
صدر عن بشور مجموعة من الكتب والدراسات منها:
- كتاب "تشويه التعليم العربي في فلسطين المحتلة"، صدر عن مركز الأبحاث الفلسطيني في بيروت، عام 1971.
- دراسة القضية الفلسطينية والوحدة العربية في مناهج التعليم العربية، الصادرة عن المؤسسة العربية للدراسات والنشر، بيروت، 1973.
- دراسة ميدانية بعنوان معارف ومواقف وممارسات معلمات الروضة في لبنان، تمت بدعم من منظمة اليونسف، بيروت، 1993.
- كتاب "التعليم المبكر في لبنان دراسة ميدانية في التنوع الثقافي"، الصادر عن مؤسسة تالة، بيروت، 1996.
- دليل المعلم لتطبيق ثقافة حقوق الطفل في المدرسة الابتدائية، بالتعاون مع اليونسكو، وزارة التربية والمجلس الأعلى للأسرة في قطر، 2004.
- دليل الأهل لتطبيق ثقافة حقوق الطفل، الصادر عن اليونسكو، وزارة التربية والمجلس الأعلى للأسرة في قطر، 2004.

## الجوائز
حازت بشور على عدد من الجوائز منها، جائزة من معرض بيروت الدولي للكتاب، عام 1993، عن تصميمها وإعدادها للعبة مشوار في لبنان. كما حصلت على ميدالية تقديرية عن إنتاجها الثقافي للأطفال في مؤتمر صفاقس في تونس حول كتاب الطفل، من معرض صفاقس الدولي لثقافة الطفل، عام 1997، وجائزة من منظمة اليونسكو العالمية لأدب الأطفال من أجل التسامح، عام 2001، عن كتابيها صديقتي وأخي يختلف.